# Public Patent Foundation
Public Patent Foundation（またはPUBPAT）は、米国の特許制度のあらゆる濫用を阻止しようと努める非営利団体である。2003年、ダニエル・ラヴィチャーにより設立された。2004年時点で、特許の認定数増加に対して、情報技術や医学分野をはじめとする、多くの技術専門家らの懸念が高まりつつあった。そのような特許は、保護する価値が全くない極めて瑣末なもの、または既存のもしくは期限切れを迎えた特許のデッドコピーのいずれかであった。通常当団体は米国特許商標庁に対し、先行技術等により有効であることが疑わしい特許の再審査を要求している。

## 活動
- U.S. Congress Invites PUBPAT Executive to Testify About Patent Reform - ダニエル・ラヴィチャーが下院において特許制度再編について証言した。

## 特筆すべき事例
- Pfizer Lipitor Patent - ファイザーが持つアトルバスタチン（商品名:リピトール）の特許について。詳しくは記事"en:Atorvastatin"を参照。
- Microsoft FAT patent - FAT関連特許が認められた前に既に先行技術が存在したことを理由に、当団体はその特許認可取り消しを求めている。詳しくは記事"en:File Allocation Table#FAT_licensing"を参照。
- Columbia Cotransformation Patent - 詳細な記事は英語版ウィキペディア"en:Richard Axel"を参照。
- Forgent Networks JPEG Related Patent - パテント・トロール行為を行うForgent Networks社について。詳しくは記事"Forgent Networks"を参照。
- Breast Cancer Gene Patents - 遺伝子に対する特許についての異議申立。日本語版記事には記載がないため、詳細はen:BRCA1#Patentならびに"en:Association for Molecular Pathology v. U.S. Patent and Trademark Officeを参照。